# Stazione di Torregaveta
La stazione di Torregaveta è una stazione ferroviaria delle linee ferroviarie Cumana e Circumflegrea, entrambe gestite dall'Ente Autonomo Volturno.

## Storia
La stazione venne inaugurata il 12 luglio 1890 come parte del prolungamento della Cumana dalla stazione di Fusaro (al tempo denominata Cuma-Fusaro). Divenne in seguito capolinea anche della Circumflegrea nel gennaio 1986 con l'attivazione della tratta proveniente da Marina di Licola.
Dal 26 agosto 2014 le corse giornaliere della Circumflegrea vengono limitate alla stazione di Licola, a causa dello scarsa affluenza e della mancanza di materiale rotabile sufficiente; pertanto la tratta Licola-Torregaveta viene effettuata tramite autobus.
Nel 2025 è stato ufficialmente approvato il progetto che prevede l'arretramento della stazione e del fascio binari, considerati troppo vicini alla spiaggia, nonché la completa riqualificazione della piazza antistante alla stazione, così da permettere una maggiore viabilità sia pedonale che automobilistica e creare anche una via di fuga nell'ambito dell'emergenza bradisismica. I lavori, che comporteranno una spesa complessiva di 30 milioni di euro, verranno avviati entro settembre 2025 senza causare interruzioni al servizio.

## Strutture e impianti
La stazione, situata in piazza Servilio Vatia a Torregaveta, rappresenta il capolinea occidentale di entrambe le linee ed è munita di quattro binari, similmente al capolinea opposto di Montesanto.

## Servizi
La stazione dispone di:
- Biglietteria

## Luoghi e vie
Dalla stazione è possibile raggiungere i seguenti luoghi e vie:
- Torregaveta
- Bacoli
- Monte di Procida

## Galleria d'immagini

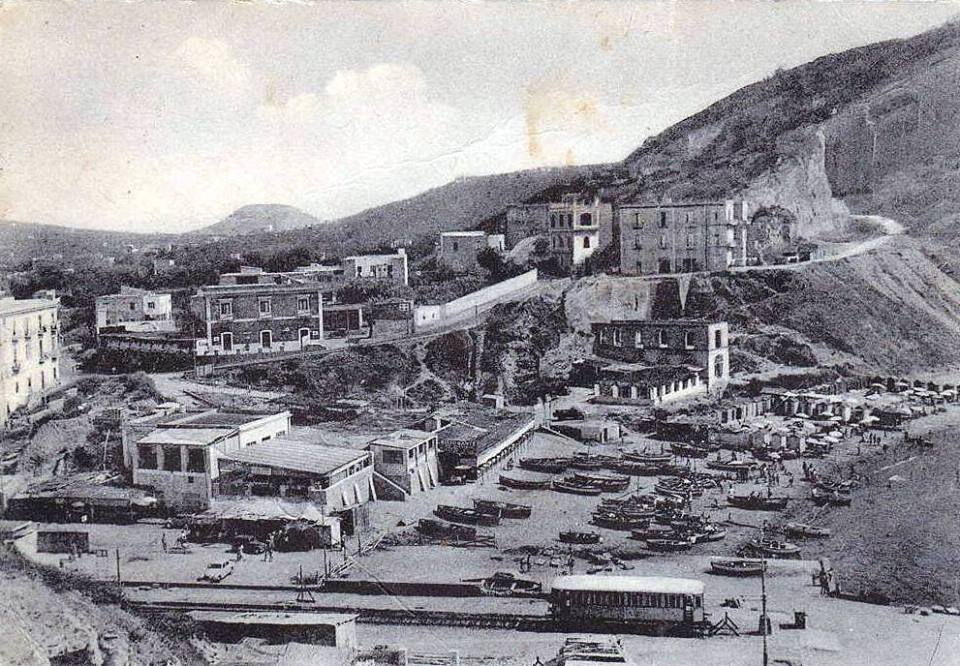
La stazione in una cartolina del 1927
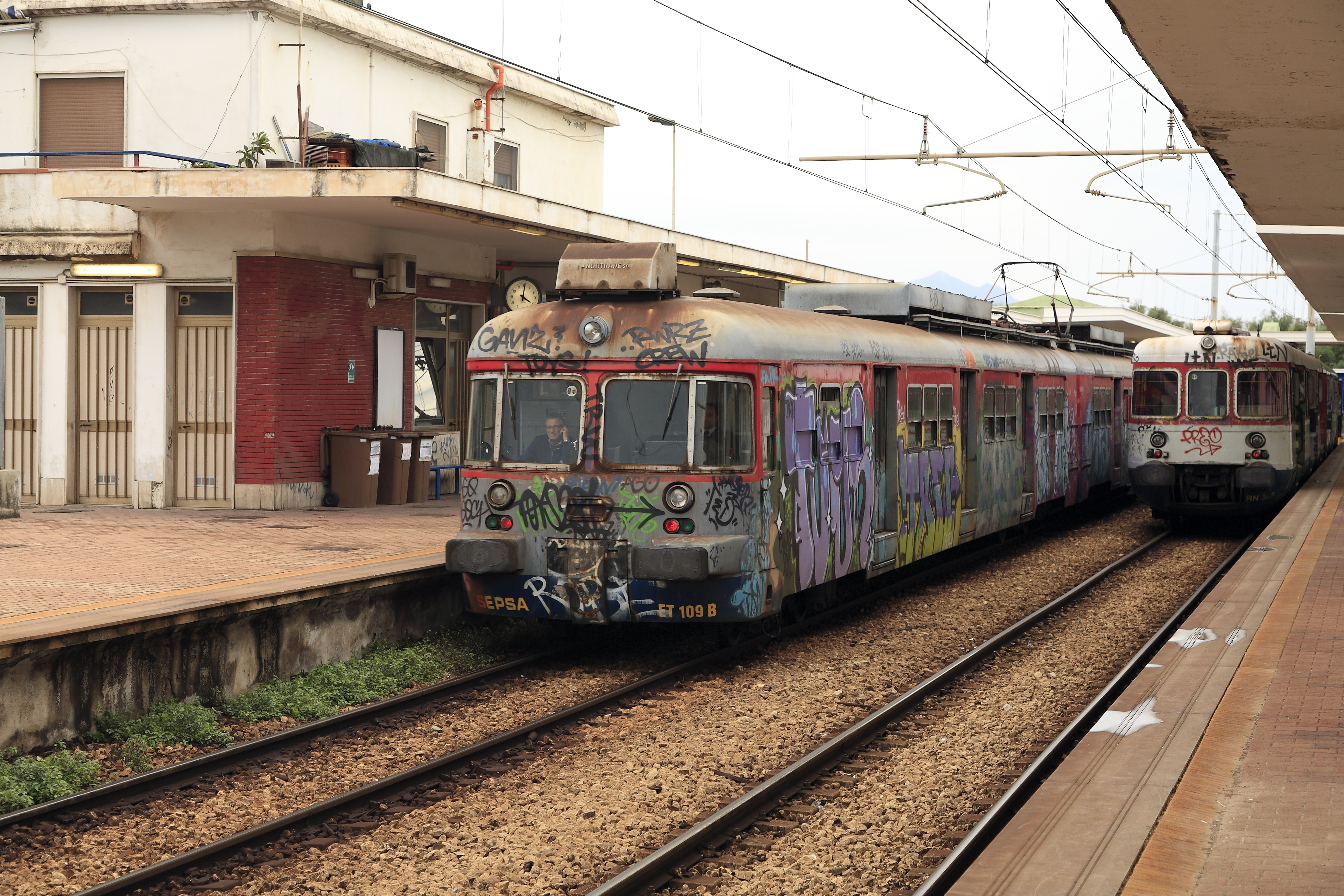
Due convogli in sosta alla stazione il 14 ottobre 2011